# Автово (исторический район)
А́втово — исторический район на юго-западе Санкт-Петербурга. Расположен в Кировском районе города.

## Наименование
На допетровских картах на месте нынешнего Автова видна деревня Autova (Аутова) (план 1699 года), или Autovo (Аутово) (на карте Бергенгейма, составленной им в XIX веке по архивным данным 1676 года). Ссылаясь на эти данные, многие исследователи выводят современное название местности от финского «аутио», что означает «безлюдный», «заброшенный». Есть также версия, что Автово происходит от одного из финских обозначений медведя (эрз. Овто) или от названия созвездия Большая Медведица (фин. Otava). Несмотря на версии о финно-угорском происхождении, слово «Автово» «давно освоено русским языком, подчиняется общим правилам и склоняется в образцовом литературном стиле».
Высказывались и другие мнения. Историк М. И. Пыляев, например, в своей книге «Старый Петербург», изданной в 1887 году, так рассказывает о происхождении названия «Автово»: «Объезжая наиболее пострадавшие прибрежные места на Петергофской дороге, Александр I посетил одно селение, которое было совершенно уничтожено наводнением. Разорённые крестьяне собрались вокруг императора и горько плакали. Вызвав из среды их старичка, государь велел ему рассказать, кто и что потерял? Старик начал по-своему: „Всё, батюшка царь, всё погибло! Вот у афтово домишко весь унесло и с рухлядью и с животом, а у афтово двух коней, четырёх коров затопило, у афтово…“ и т. д. „Хорошо — сказал император, — это всё у Афтова, а у других что погибло?“ Тогда объяснили государю, что старик употребляет „афтово“ вместо „этого“. Посмеясь своей ошибке, государь приказал выстроить на высокой насыпи нынешнюю деревню и назвать её „Афтово“.» Документальный материал показывает несостоятельность этого утверждения.

## География
Автово на карте Кировского района

## История
Ещё в допетровское время в этих краях находилось несколько деревень — Лаурола, Нипрола, Лахта у Моря, Валлакюля и другие.
Уже в первой четверти XVIII века вдоль Петергофской дороги, в основном на возвышенной левой стороне, стали строиться дачи. В начале XIX века обширными участками в районе селения Автово владели барон Раль, купец Мезель и др.
В 1801 году на 7-ю версту Петергофской дороги из Кронштадта был переведён завод, получивший название «Петербургский чугунолитейный завод» (позже «Путиловский завод», затем «Кировский завод»).
В 1824 году сильное наводнение практически уничтожило деревню Автово и соседнюю Емельяновку. На месте смытых деревень были сделаны насыпи высотой 4—5 м и на казённые деньги выстроены новые деревни. Эта застройка сохранялась вплоть до конца 1930-х годов.
В начале XX века Автово — рабочая окраина Санкт-Петербурга. Основная масса жителей работала на Путиловском заводе.
Новый жилой массив возник в этом районе в 1937—1941 годах по проекту архитектора А. А. Оля.
В годы Великой Отечественной войны большая часть строений была разрушена. Временная Триумфальная арка в этом районе была сооружена в 1945 году по проекту архитектора В. А. Каменского. Реконструкция района проводилась с 1944 до начала 1960-х годов.
По названию местности названа станция метро «Автово» (открыта в 1955).
Центром района стала Круглая (с 1958 — Комсомольская) площадь.
Первым богатым человеком в Автово был Семён Богомолов, где ему принадлежали дома и земельные участки. Одна из улиц, застроенная его домами ранее называлась Богомоловской (ныне Возрождения). На Богомоловской улице в конце XIX века жил рабочий Путиловского завода Тимофей Матвеевич Матвеев — дедушка Ю. А. Гагарина по материнской линии. Напротив Путиловского завода около Окружной железной дороги был участок земли, принадлежавший сыну Семёна Богомолова — Степану Семёновичу Богомолову.

## Архитектура
Архитектурной доминантой района является застройка проспекта Стачек и Краснопутиловской улицы, выполненная группой архитекторов под руководством В. А. Каменского в стиле сталинского ампира по концепции, ранее предложенной В. А. Витманом.
По другую сторону ведущей в порт железнодорожной ветки находится микрорайон Юго-Запад, часто ошибочно называемый Автово.

## В кино
Автово стало местом съёмок фильма 1958 года «Черёмушки».

## Транспорт
На территории Автово две станции метро:  «Кировский завод»,  «Автово».